# 新井村 (兵庫県)
新井村（にいむら）は、兵庫県氷上郡にあった村。現在の丹波市柏原町の西部にあたる。

## 地理
- 河川：柏原川、竹安川

## 歴史
- 1889年（明治22年）4月1日 - 町村制の施行により、挙田村・大新屋村・鴨野村・北山村・田路村・母坪村の区域をもって発足。
- 1955年（昭和30年）10月1日 - 柏原町と合併し、改めて柏原町が発足。同日新井村廃止。